# Audi e-tron GT
O Audi e-tron GT é um carro executivo elétrico produzido pela Audi desde o final de 2020 como parte da submarca elétrica e-tron, e o segundo modelo de carro totalmente elétrico, depois do Q8 e-tron. Baseado na plataforma J1 compartilhada com o Porsche Taycan, o carro foi colocado à venda em março de 2021.